# Alfa Romeo GT
De Alfa Romeo GT (Type 937) is een coupé van het Italiaanse automerk Alfa Romeo. De wagen is te verkrijgen als een 2+2 GT Coupé sinds 2004.
De Alfa GT werd in 2003 geïntroduceerd op de autobeurs van Genève en is gebaseerd op de Alfa 147/156. Ook het dashboard werd overgenomen van de 147. Toch werd de GT een aparte wagen en Alfa Romeo schakelde zelfs de hulp van Bertone in voor het ontwerp. De laatste keer dat Alfa Romeo dit deed was in 1984 voor het ontwerp van de Alfa 90. Ondanks de gelijkenis met de 147 had de GT een eigen krachtige en fraaie uitstraling. Dit was terug te vinden aan de hooggeplaatste, kleine ramen, de hoge, korte achterkant en brede spatborden. De achterkant werd gekenmerkt door kleine, platte achterlichten.

## Uitvoeringen
De naam "GT", Gran Turismo, was niet echt fantasievol, maar het gaf wel aan dat Alfa Romeo deze wagen niet als een echte sportieveling wilde verkopen, maar meer als comfortabele, sportieve coupé. Doordat de veereigenschappen van de voor- en achterwielophanging op elkaar zijn afgestemd, en door de aanwezigheid van hulpsystemen als VDC, ASR en MSR, blinkt de Alfa GT uit door fabuleuze rij- en stuurkwaliteiten en een zeer stabiel weggedrag.
Het weggedrag is dus sportief, maar niet oncomfortabel, je kan er rustig honderden kilometers mee reizen zonder moe te worden van de herrie of keiharde afstelling van het onderstel. Doordat de GT de Alfa 156 als basis heeft, is het grote voordeel dat de GT voor een coupé vrij veel binnenruimte en kofferruimte heeft.
In eerste instantie was de GT leverbaar als 2.0 JTS 16v (Jet Thrust Stoichiometric) met 166 pk de direct ingespoten benzinemotor, bekend van de 156, GTV en Spider, als 3.2 V6 met 240 pk die ook in veel Alfa's terug te vinden is en zelfs als diesel. De diesel is ook een bekende uit de 156, het was de moderne 1.9 JTD 16v met 150 pk. De 3.2 V6 versie haalt een topsnelheid van 243 km/u en van nul naar honderd duurt slechts 6,7 seconden. Dat de huidige generatie diesels intussen zo verfijnd zijn dat deze niet misstaan in een coupé bewijzen ook zijn prestaties: de diesel versie haalt een topsnelheid van bijna 210 km/u en sprint van 0 naar 100 km/u in 9,6 seconden. Een basisuitvoering in de vorm van een 1.8 TS 16v volgde een half jaar later. De 2.0 JTS 16v is ook verkrijgbaar met de selespeed-optie (sequentiële versnellingsbak).
Naast de drie uitvoeringen (Impression, Progression en Distinctive) introduceert Alfa Romeo in 2007 een kleine facelift voor de nieuwe Alfa GT en een tweetal optiepakketten, alsmede een speciale serie.
Uiterlijk zijn de nieuwkomers onder meer herkenbaar aan aluminium accenten op de voorbumper, terwijl de Alfa GT 3.2 V6 24V en alle dieseluitvoeringen zich onderscheiden met een dubbele uitlaat.Met uitzondering van de Alfa GT 3.2 is het interieur van de nieuwe Alfa GT voorzien van een nieuw instrumentarium. In alle uitvoeringen is de versnellingspook in aluminium uitgevoerd. Ook het dashboard heeft dankzij een nieuw donkergrijs middengedeelte een nog moderner uiterlijk gekregen.
De Q2-versie van de GT 1.9 JTDm. De toepassing van een zelfblokkerend differentieel(Torsen® sperdifferentieel) bezorgt deze Gran Turismo met diesel neutrale rijeigenschappen. Uiterlijk is de Alfa GT Q2 herkenbaar aan 18 inch lichtmetalen Q2 spaakvelgen, een mat verchroomde grille en buitenspiegel, een Q2 logo op de achterzijde en roestvrijstalen dorpellijsten met Q2 opschrift. Het interieur van de Alfa GT Q2 valt op door de zwart stoffen bekleding met roodkleurig stiksel en dito logo
GT Collezione Luxe en verfijnde elegantie voeren de boventoon. Dat is onder meer te danken aan het chroom waarmee de grille, de luchtinlaten, de 17" lichtmetalen velgen in Collezione-design, de aluminium pookknop, de antracietgrijze middenconsole, het met leer beklede stuurwiel, de instrumenten met witte wijzerplaten, de speciale matten en de dorpelsierlijsten.
De bekleding is in twee kleuren uitgevoerd, waarbij er keuze is uit stof (bij de Progression) in een combinatie van blauw met crème of leer (bij de Distinctive) in een combinatie van beige met crème, blauw met crème of zwart met crème.
GT BlackLine  :De Alfa GT Blackline zit vol nieuwe elementen. Zoals sportieve 18" lichtmetalen velgen in Blackline-design, donkere koplampen, het matchroom waarmee de grille, de luchtinlaten en de spiegels zijn afgewerkt, de aluminium pookknop, de aluminium pedalen, de instrumenten met rode schaalverdeling en witte verlichting, de middenconsole in antraciet, de matten met Alfa GT-logo en de dorpelsierlijsten.
In 2008 werd de "QV" of Quadrifoglio Verde geïntroduceerd, een groen klavertjevier, stond voorheen als symbool voor Alfa’s sportiefste modellen. Deze serie wordt enkel in Duitsland en het Verenigd Koninkrijk verkocht met een 1.9 JTDm 16v 170pk motor en Q2 differentieel en een sportknop. Er kan worden gebruikgemaakt van de nieuwe "alfa UNICA" optielijst met nieuwe lakkleuren en afwerking niveaus.
In 2010 zijn er nog enkele einde reeks versies verkocht zoals de 3.2 V6 100th Anniversary Limited Edition voor de Internationale markt en de 2.0 JTS Quadrifoglio Oro "goudkleurig klaverblaadje" met tal van extra's in Japan.
De productie van de GT werd eind 2010 stopgezet. Opvallend is dat de GT daarmee meerdere jaren naast een andere Alfa coupé, de Brera, is verkocht. Vermeldenswaardig is verder dat de GT de laatste auto is waarin de fameuze Busso V6 is geleverd.
Van de GT zijn in totaal 80.832 exemplaren gebouwd.

## Motoren

#### Benzine
| Alfa Romeo GT 2004 - 2007 | Alfa Romeo GT 2004 - 2007 | Alfa Romeo GT 2004 - 2007 | Alfa Romeo GT 2004 - 2007 | Alfa Romeo GT 2004 - 2007 | Alfa Romeo GT 2004 - 2007 | Alfa Romeo GT 2004 - 2007 | Alfa Romeo GT 2004 - 2007 | Alfa Romeo GT 2004 - 2007 |
| Type                      | Motor                     | Motor                     | Vermogen                  | Koppel                    | 0-100 km/h                | Topsnelheid               | Jaartal                   |                           |
| Type                      | Inhoud                    | Cilinders                 | Vermogen                  | Koppel                    | 0-100 km/h                | Topsnelheid               | Jaartal                   |                           |
| ------------------------- | ------------------------- | ------------------------- | ------------------------- | ------------------------- | ------------------------- | ------------------------- | ------------------------- | ------------------------- |
| 1.8 T. Spark 16v          | 1.747 cm³                 | 4-in-lijn                 | 140 pk                    | 163 Nm                    | 10,6 s                    | 200 km/h                  | 2005 - 2007               |                           |
| 2.0 JTS 16V               | 1.970 cm³                 | 4-in-lijn                 | 165 pk                    | 206 Nm                    | 8,7 s                     | 216 km/h                  | 2004 - 2007               |                           |
| 2.0 JTS 16V Selespeed     | 1.970 cm³                 | 4-in-lijn                 | 165 pk                    | 206 Nm                    | 8,7 s                     | 216 km/h                  | 2004 - 2007               |                           |
| 3.2 V6 24V                | 3.179 cm³                 | V6                        | 240 pk                    | 300 Nm                    | 6,7 s                     | 243 km/h                  | 2004 - 2007               |                           |
| Alfa Romeo GT 2007 - 2010 |                           |                           |                           |                           |                           |                           |                           |                           |
| 1.8 T. Spark 16v          | 1.747 cm³                 | 4-in-lijn                 | 140 pk                    | 163 Nm                    | 10,6 s                    | 200 km/h                  | 2007 - 2010               |                           |
| 2.0 JTS 16V               | 1.970 cm³                 | 4-in-lijn                 | 165 pk                    | 206 Nm                    | 8,7 s                     | 216 km/h                  | 2007 - 2010               |                           |
| 2.0 JTS 16V Selespeed     | 1.970 cm³                 | 4-in-lijn                 | 165 pk                    | 206 Nm                    | 8,7 s                     | 216 km/h                  | 2007 - 2010               |                           |
| 3.2 V6 24V                | 3.179 cm³                 | V6                        | 240 pk                    | 300 Nm                    | 6,7 s                     | 243 km/h                  | 2007 - 2007               |                           |

#### Diesel
| Alfa Romeo GT 2004 - 2007 | Alfa Romeo GT 2004 - 2007 | Alfa Romeo GT 2004 - 2007 | Alfa Romeo GT 2004 - 2007 | Alfa Romeo GT 2004 - 2007 | Alfa Romeo GT 2004 - 2007 | Alfa Romeo GT 2004 - 2007 | Alfa Romeo GT 2004 - 2007 | Alfa Romeo GT 2004 - 2007 |
| Type                      | Motor                     | Motor                     | Vermogen                  | Koppel                    | 0-100 km/h                | Topsnelheid               | Jaartal                   |                           |
| Type                      | Inhoud                    | Cilinders                 | Vermogen                  | Koppel                    | 0-100 km/h                | Topsnelheid               | Jaartal                   |                           |
| ------------------------- | ------------------------- | ------------------------- | ------------------------- | ------------------------- | ------------------------- | ------------------------- | ------------------------- | ------------------------- |
| 1.9 JTDm 16v              | 1.910 cm³                 | 4-in-lijn                 | 150 pk                    | 305 Nm                    | 9,6 s                     | 209 km/h                  | 2004 - 2007               |                           |
| Alfa Romeo GT 2007 - 2010 |                           |                           |                           |                           |                           |                           |                           |                           |
| 1.9 JTDm 16v              | 1.910 cm³                 | 4-in-lijn                 | 150 pk                    | 305 Nm                    | 9,6 s                     | 209 km/h                  | 2007 - 2010               |                           |
| 1.9 JTDm 16v Q2           | 1.910 cm³                 | 4-in-lijn                 | 150 pk                    | 305 Nm                    | 9,2 s                     | 209 km/h                  | 2007 - 2010               |                           |